# Сила далеков
Сила далеков (англ. The Power of the Daleks) — тридцатая серия британского научно-фантастического телесериала «Доктор Кто», состоящая из шести эпизодов, которые были показаны в период с 5 ноября по 10 декабря 1966 года. Первая серия с участием Патрика Траутона в роли Второго Доктора. Ни один эпизод серии не сохранился в архивах Би-би-си, вся серия доступна лишь в виде реконструкции. В 2016 году все шесть эпизодов были выпущены в виде анимации.

## Сюжет
Бен и Полли только что увидели, как Первый Доктор упал на пол ТАРДИС и превратился в более молодого человека. Полли убеждена, что этот человек тоже Доктор, но Бен считает его самозванцем, так как тот ничего не хочет говорить о своей личности. ТАРДИС приносит обновлённого Доктора, Бена и Полли на планету Вулкан, где Доктор становится свидетелем убийства ревизора, прилетевшего с Земли для проверки в колонии на этой Планете. После осмотра тела Доктор забирает себе его бейдж.
Охрана под началом Брагена проводит Доктора, Бена и Полли, которых они принимают за ревизора и его команду, в колонию. Ревизора вызвал Квинн, заместитель губернатора, для расследования дела о группах повстанцев. Губернатор говорит, что эта проблема незначительна. Тем временем, учёный Лестерсон находит разбившуюся космическую капсулу. Доктор идёт обследовать её и после беглого осмотра говорит, что этого достаточно и отправляется спать.
Позже этой ночью Бен и Полли видят, что Доктор направляется к лаборатории Лестерсона и заходит в капсулу. Они следуют за ним, и Доктор показывает им внутренний отсек с двумя спрятанными далеками. Он догадывается, что третьего далека нет в капсуле. Полли замечает небольшого мутанта, крадущегося по полу, который прячется в небольшое отверстие, и кричит.
Доктор, Бен и Полли покидают капсулу для поисков Лестерсона, который незамедлительно начинает их расспрашивать о том, почему они в лаборатории. Доктор говорит, что его бейдж разрешает ему быть везде в колонии, и расспрашивает Лестерсона о том, куда он девал третьего далека: он боится, что тот его попытается реактивировать. Как только Доктор, Бен и Полли уходят, Лестерсон открывает секретное отделение, где он прячет третьего далека, и с помощью своих ассистентов, Ресно и Дженли, пытается активировать его. Ему удаётся, но в процессе далек убивает Ресно. Дженли уверяет Лестерсона, что тот будет в порядке, хотя знает, что он мёртв. Но Лестерсон всё же снимает оружие с далека.
Между тем, Квинна обвиняют в саботаже связи и вызове ревизора. Его судят и передают его работу Брагену. Доктор, Бен и Полли присутствуют при этом. Приходит Лестерсон вместе с реактивированным далеком, который называет себя слугой колонии. Проверка его интеллекта даёт результаты, ошеломляющие учёных колонии. Далек создаёт компьютер для обнаружения метеоритов, но Доктор всё равно остаётся крайне подозрительным к нему. Когда он подходит к далеку, тот определяет его как Доктора, что окончательно убеждает Бена.
Лестерсон реактивирует оставшихся далеков, снимает их оружие, и тех также принимают как слуг колонии. Доктор замечает, что далеков уже больше трёх, и предупреждает об их размножении. Колонисты относятся к этому с непониманием: они считают далеков машинами. Доктора, Бена и Полли заключают в тюрьму, но Доктор находит правильную мелодию для открытия клетки с помощью стука по стакану с вином, и играет песню Полковника Уиллиса из «Иоланты» Гилберта и Салливана на своей блок-флейте.
Однажды ночью Лестерсон заходит в капсулу далеков и обнаруживает, что они самовоспроизводятся там. Он видит неподвижного мутанта, который вдруг становится живым и помещается в корпус далека.
Конвейер создал уже сотни далеков; они атакуют людей и начинается битва. Далеки уничтожают половину колонистов, но несколько из них убиты лазерными ружьями. Доктор, Бен и Полли сбегают из тюрьмы и помогают людям. Губернатора Хенселла убивает Браген. В конце концов Доктор поворачивает источник энергии далеков, статическое электричество, против них самих и уничтожает. Выясняется, что именно Браген саботировал связь в колонии и убил настоящего ревизора. Обвинения против Квинна сняты, и его делают губернатором, а Брагена убивает Вальмар. Доктор, Бен и Полли возвращаются в ТАРДИС, и видят неподвижного далека рядом. Бен пинает его, и говорит, что они больше не будут иметь проблем с далеками. ТАРДИС дематериализуется, и глаз далека поднимается кверху…

## Трансляции и отзывы
| Эпизод            | Дата показа     | Продолжительность | Телезрители (в миллионах) | Archive                            |
| ----------------- | --------------- | ----------------- | ------------------------- | ---------------------------------- |
| «Эпизод 1»        | 5 ноября 1966   | 25:43             | 7,9                       | Only stills and/or fragments exist |
| «Эпизод 2»        | 12 ноября 1966  | 24:29             | 7,8                       | Only stills and/or fragments exist |
| «Эпизод 3»        | 19 ноября 1966  | 23:31             | 7,5                       | Only stills and/or fragments exist |
| «Эпизод 4»        | 26 ноября 1966  | 24:23             | 7,8                       | Only stills and/or fragments exist |
| «Эпизод 5»        | 3 декабря 1966  | 23:38             | 8                         | Only stills and/or fragments exist |
| «Эпизод 6»        | 10 декабря 1966 | 23:46             | 7,8                       | Only stills and/or fragments exist |
| [ 2 ] [ 3 ] [ 4 ] |                 |                   |                           |                                    |